# Tránsfuga

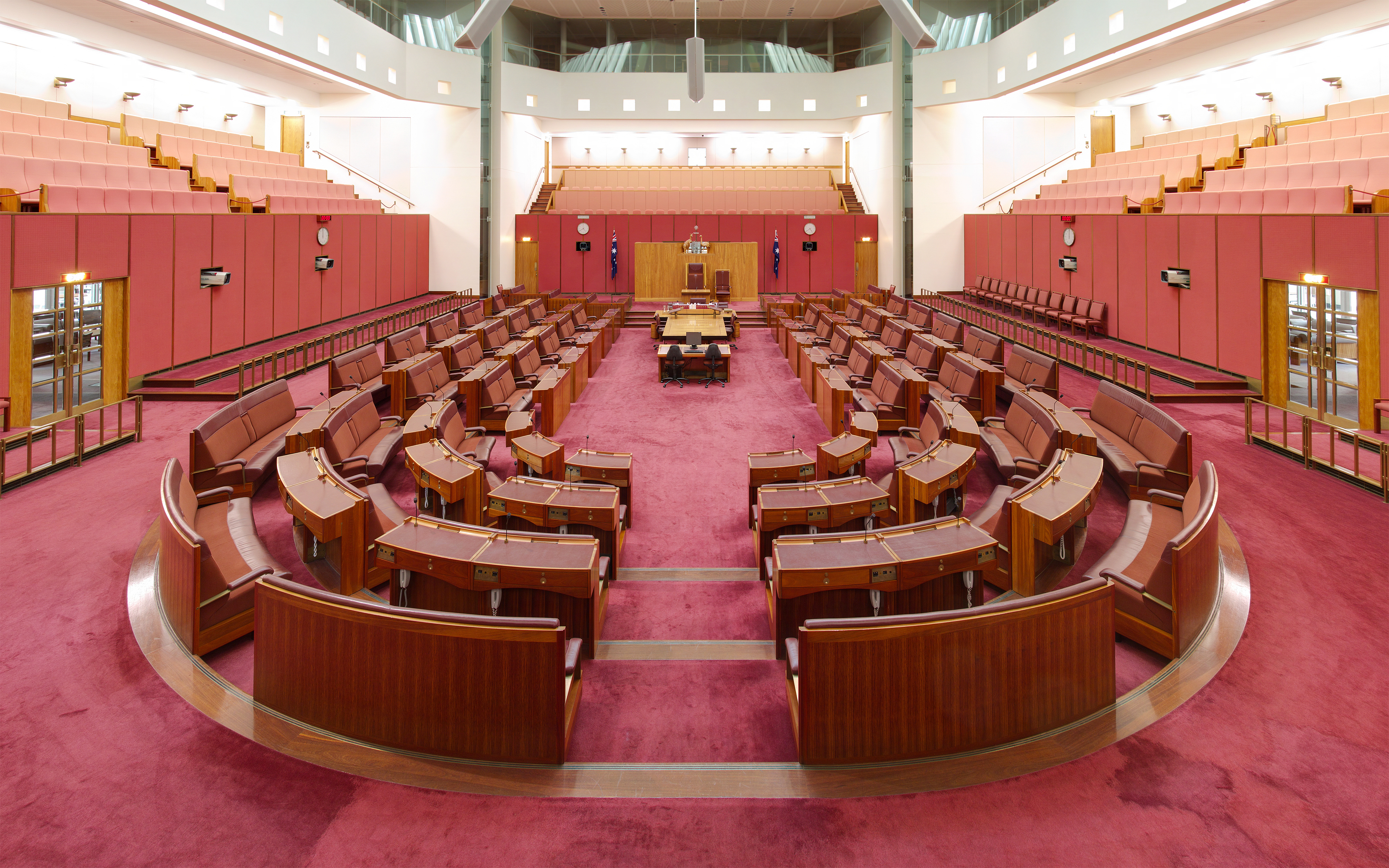
En los Parlamentos del Sistema Westminster, que suelen presentar dos bancadas enfrentadas, se usa la expresión "cross the floor" (cruzar el pasillo) para referirse a los tránsfugas, que cambian literalmente de bancada si pasan a sentarse con el partido opuesto.

Tránsfuga (también escrito trásfuga, aunque se prefiere la primera forma) es una denominación atribuida en la política a aquellos representantes que, traicionando a sus compañeros de lista o de grupo —manteniendo estos últimos su lealtad con la formación política que los presentó en las correspondientes elecciones—, o apartándose individualmente o en grupo del criterio fijado por los órganos competentes de las formaciones políticas que los han presentado, o habiendo sido expulsados de estas, pactan con otras fuerzas para cambiar o mantener la mayoría gobernante, o para dar la mayoría a un grupo que no la tiene, o bien dificultan o hacen imposible a dicha mayoría el gobierno de la entidad.
La acusación de transfuguismo suele ser usada en los casos de desavenencia o riña entre algunas personas, cismas en los partidos políticos, si bien es frecuente que el tránsfuga cree un partido político como cobertura de su acción. Existen múltiples circunstancias por las que los políticos deciden abandonar una causa y admitir una nueva.
Algunos consideran, al igual que en el ámbito militar, que hay una traición en ello considerando así al tránsfuga casi como sinónimo de traidor, pero para otros es representativo de un resurgimiento político, incluso casi como un converso al igual que en el ámbito religioso. El fenómeno del transfuguismo político puede analizarse mediante los esquemas teóricos de Albert O. Hirshmann, Guillermo O'Donnell, Josep M. Colomer, Joy Langston y Josep Reniu Villamala.

## Definición
Dentro de los amplios aspectos que en cada país y entorno sociopolítico se entiende el concepto de tránsfuga, el «Pacto por la estabilidad institucional», «Acuerdo sobre un código de conducta política en relación con el transfuguismo en las instituciones democráticas», conocido como Pacto Antitransfuguismo y suscrito por la mayoría de los partidos políticos españoles, se establece, en Acuerdos, Primero, una definición de tránsfuga:

A los efectos del presente Acuerdo, se entiende por tránsfugas a los y las representantes locales, autonómicos y estatales que, traicionando al sujeto político (partidos políticos, coaliciones o agrupaciones de electores) que los y las presentó a las correspondientes elecciones, hayan abandonado el mismo, hayan sido expulsados o se aparten del criterio fijado por sus órganos competentes.

Así mismo:

Se considerará tránsfuga la persona electa por una candidatura promovida por una coalición, si abandona, se separa de la disciplina o es expulsada del partido político coaligado que propuso su incorporación en la candidatura, aunque recale en otro partido o espacio de la coalición, sin el consentimiento o tolerancia del partido que originariamente lo propuso.

Por otro lado, y en el mismo apartado, se establece quien aclarará qué personas pueden ser consideradas como tránsfugas:

Cuando surgiesen dudas sobre qué personas han incurrido en transfuguismo, será el sujeto político que los ha presentado y/o el partido que los y las propuso para  el supuesto del párrafo anterior quien aclarará por escrito quienes han abandonado la formación, han sido expulsados o se han apartado de su disciplina, a efectos de su calificación como tránsfugas.

## Casos en el mundo

### Argentina
En la Argentina no se utiliza este término para la política. En 2005 Eduardo Lorenzo Borocotó, quien habiendo sido elegido diputado nacional en 2005 fue expulsado por Alianza Propuesta Republicana (PRO), conformó un Movimiento Independiente unipersonal. Borocotó previamente había denunciado hechos de corrupción al interior del Pro pidiendo la expulsión del partido a varios miembros que había señalado.
En 2024, el Gobierno de Javier Milei calificó de "traidores" a varios diputados opositores de Unión Cívica Radical, Hacemos Coalición Federal e incluso a su exintegrante Carolina Píparo después que la Cámara de Diputados rechazara por abrumadora mayoría la delegación de la suma del poder público al poder ejecutivo.

### Brasil
Hasta octubre de 2007, el transfuguismo en Brasil era una práctica común para los legisladores. Diputados y senadores podían cambiar de partido político durante el primer mes después de su elección sin tener ningún problema con la ley, incluso sin responsabilidad alguna lo realizaban durante todo su mandato parlamentario hacia el partido que más ventajas ofrecía. Desde la administración del expresidente Fernando Henrique Cardoso se intentaron realizar reformas a la ley para terminar con estas prácticas.
El 5 de octubre de 2007 el Supremo Tribunal de ese país falló en contra del transfuguismo, determinando que el mandato obtenido por un diputado en las urnas debe pertenecer al partido y no al individuo, estableciendo de esta manera el concepto de "fidelidad partidista". Poco después el 17 de octubre del mismo año, el Tribunal Superior Electoral de Brasil (TSE) falló a favor para obligar a todos los políticos electos a cargos de representación popular a mantenerse fieles a los partidos que los postularon, dando por terminado la secular práctica del transfuguismo.

### Chile
Debido al golpe militar de Augusto Pinochet contra el entonces presidente de Chile Salvador Allende en 1973, el sistema partidista desapareció, fue hasta 1990 cuando la democracia fue reinstaurada. El 9 de enero de 2007 el senador Fernando Flores Labra del Partido por la Democracia (PPD), renunció a su partido. Flores había sido ministro del gabinete de Allende, y estuvo en prisión durante tres años en la época de Pinochet; Flores, el exdiputado por el PPD Esteban Valenzuela Van Treek y el diputado por el PPD Jorge Schaulsohn Brodsky por diversas causas renunciaron a su militancia y formaron el partido Chile Primero, sin embargo, el Servicio Electoral después impugnó la inscripción de Chile Primero como partido político tras descubrirse irregularidades en la inscripción de militantes.
Por otra parte el cofundador de la Comisión Chilena de Derechos Humanos Miguel Adolfo Gerardo Zaldívar Larraín, era senador por parte del Partido Demócrata Cristiano de Chile (PDC), sin embargo debido a discrepancias ideológicas con su partido, el tribunal interno decidió expulsarlo, en marzo de 2008 como senador independiente fue elegido Presidente del Senado para el período 2008-2009. El senador Carlos Cantero Ojeda también renunció a su militancia en Renovación Nacional en noviembre de 2007, aduciendo diferencias con la mesa directiva del partido y con la forma en que éste se aboca a la carrera presidencial.
En abril de 2022, el último convencional constituyente del bloque denominado inicialmente La Lista del Pueblo la abandonó, tal como antes habían hecho 26 de los 27 convencionales electos. Con esta renuncia de Cristóbal Andrade se verifica un caso de transfuguismo muy singular: un grupo de representantes que llegan a sus cargos impugnando a los partidos políticos abandonan ese grupo dejándolo sin presencia en la Convención Constitucional chilena.

### Colombia
Para evitar esta práctica de transfuguismo en Colombia, el Congreso de la República  el 22 de julio de 2005 decretó la Ley de Bancadas, bajo la cual el retiro voluntario de un miembro de Corporación Pública del partido o movimiento político o ciudadano en cuyo nombre se eligió, implica el incumplimiento del deber de constituir bancada, y como tal podrá sancionarse como una violación al Régimen de Bancada en los términos que marqué en su momento la Constitución y la ley.
De acuerdo a lo publicado por el Diario Oficial, un político no incurre en doble militancia, y tampoco puede ser sancionado si se inscribe como candidato para un nuevo periodo por un partido diferente del que lo avaló en la elección anterior, pero siempre deberá dar notificación oportuna y cumplir con los deberes de su bancada durante el período que este vigente. Algunas de estas reglas cambiaron a raíz de la reforma política de 2009 que permitió el transfuguismo entre partidos.[cita requerida]

### Costa Rica
El transguismo político es bastante común en Costa Rica. No existe marco legal alguno que castigue a un diputado, alcalde, regidor municipal o persona de cualquier otro cargo de elección popular por dejar su partido.

### España
Desde el fin de la dictadura y la recuperación de la democracia, el transfuguismo ha sido habitual en España.
Para evitarlo, los partidos con representación parlamentaria suscribieron el 7 de julio de 1998 el Acuerdo sobre un código de conducta política en relación con el transfuguismo en las corporaciones locales, más conocido como Pacto Antitransfuguismo. Este acuerdo fue ampliado con sucesivas adendas en 2000, 2006 y 2020. Además, a fecha de marzo de 2021[actualizar] se han celebrado 26 sesiones de su comisión de seguimiento, aunque ello no evitó que se produjeran nuevos casos de transfuguismo.
A continuación se muestran algunos de los casos de transfuguismo de mayor resonancia:
- Galicia (1987): el vicepresidente de la Junta de Galicia, José Luis Barreiro, abandonó Alianza Popular en 1986 y con otros cuatro diputados que también abandonaron AP creó Coalición Galega, formación que apoyó la moción de censura presentada por el socialista Fernando González Laxe, que desalojó a Gerardo Fernández Albor de la presidencia.
- Comunidad de Madrid (1989): el líder de la oposición, Alberto Ruiz Gallardón (PP) presentó una moción de censura al presidente Joaquín Leguina (PSOE) con el CDS. El diputado del PP Nicolás Piñeiro abandonó su partido y creó una nueva formación política, el Partido Regional Independiente de Madrid, sin abandonar su escaño y absteniéndose en la moción de censura, lo que permitió la permanencia de Leguina al frente de la Comunidad de Madrid.[16]
- Comunidad Valenciana (1991): el expresidente de la Generalidad Valenciana Eduardo Zaplana, del Partido Popular, llegó a la alcaldía de Benidorm gracias al voto de una tránsfuga del PSPV-PSOE, Maruja Sánchez, en 1991.
- Aragón (1993): triunfa una moción de censura contra el Presidente de Aragón Emilio Eiroa, del PAR (que gobernaba con el apoyo del PP), gracias a los votos del PSOE, Izquierda Unida y el tránsfuga del PP Emilio Gomáriz.
- Ceuta (1999): la deserción de Susana Bermúdez, miembro de la Asamblea de Ceuta por el PSOE permitió el acceso del GIL al gobierno de la ciudad autónoma.
- Comunidad de Madrid (2003): los diputados autonómicos de Madrid Eduardo Tamayo y María Teresa Sáez, militantes del PSOE, que impidieron el acceso al poder del socialista Rafael Simancas y provocaron la disolución anticipada de la Asamblea de Madrid (lo que abrió el paso a la popular Esperanza Aguirre). Este caso se conoció mediáticamente como el «tamayazo».
- Comunidad Valenciana (2007): las diputadas autonómicas electas por EUPV, Mònica Oltra y Mireia Mollà, pasaron al partido político Iniciativa del Poble Valencià sin abandonar sus actas.[17]
- Cataluña (2009): el diputado autonómico José Domingo Domingo abandona la militancia de Ciudadanos-Partido de la Ciudadanía, pero no su acta como diputado.
- Badalona (2012): el regidor David Gómez Villar abandona el Partido Popular, pero no su acta como regidor.
- Guillena (2015): Javier Pisonero, el 2.º concejal por Guillena sí se puede, se sentó en la bancada socialista y votó a favor del candidato del PSOE Lorenzo Medina el 13 de junio de 2015.[18]
- Unión Europea (2016): Teresa Giménez Barbat, eurodiputada de UPyD, abandonó UPyD sin renunciar a su acta de eurodiputada y se integró en la delegación de Ciudadanos en el Parlamento Europeo.[19]
- Cartagena (2019): Ana Belén Castejón, concejala del PSOE, pactó un gobierno de coalición con Ciudadanos y PP tras haberle dejado clara la dirección regional del partido su negativa a este pacto, que tenía como fin evitar la alcaldía de José López Martínez, candidato de MC que había ganado las elecciones. Castejón y sus 5 concejales fueron expulsados del PSOE, pero mantuvieron sus cargos en alcaldía y concejalías.[20]
- Congreso de los Diputados (2020): la diputada por Coalición Canaria (CC) Ana Oramas decide votar no a la investidura de Pedro Sánchez (PSOE), desobedeciendo las directivas acordadas unánimemente por su partido. No tuvo repercusión práctica pues la investidura salió adelante.
- Santa Cruz de Tenerife (2020): Evelyn Alonso, concejala por Ciudadanos, tras la dimisión del anterior concejal, pactó con Coalición Canaria y Partido Popular una moción de censura para sustituir en el cargo a Patricia Hernández, alcaldesa por aquel entonces.
- Región de Murcia (2021): Isabel Franco Sánchez, Francisco Álvarez García y María del Valle Miguélez Santiago, diputados regionales por Ciudadanos, acuerdan con el PP no apoyar la moción de censura que apenas 48 horas antes había presentado su propio partido, moción firmada personalmente por los mismos,  que, con el apoyo del PSOE, pretende sacar del gobierno al entonces presidente Fernando López Miras, del PP, que gobernaba en coalición con ciudadanos desde 2019, con la propia Isabel Franco como vicepresidenta, gracias al apoyo de Vox.
Los tres diputados regionales, a cambio de romper la disciplina de partido, obtuvieron nuevos cargos en el gobierno de la Región de Murcia, Francisco Álvarez García, nombrado consejero de Empleo, Investigación y Universidades,[21] María del Valle Miguélez Santiago nombrada consejera de Empresa, Industria y Portavocía,[22] e Isabel Franco Sánchez manteniendo la vicepresidencia del gobierno regional.
- Tarragona (2021): Hermán Pinedo, exsecretario general de Podemos en la ciudad (expulsado ya del partido en 2019),[23] abandona En Comú Podem, coalición en las listas de la cual había sido número 2 en las últimas elecciones, y mantiene su cargo de Concejal de Patrimonio en el Gobierno local después de que los comunes decidieran abandonarlo por su desacuerdo con la reciente incorporación de Junts en el mismo.[24]

- Congreso de los Diputados (2022): Tras desobeder a su partido Unión del Pueblo Navarro y votar en contra de la reforma laboral (que se pudo aprobar gracias al error de un diputado popular), Sergio Sayas y Carlos García Adanero pasaron al grupo mixto y se afiliaron más tarde al PP.[25][26]

### México
En la definición más amplia, desde la Independencia de México en el siglo XIX se puede mencionar el caso de Agustín de Iturbide que perteneció al bando de los realistas, pero tras el abrazo de Acatempan se unió a la causa de los insurgentes. Posteriormente a pesar de haber proclamado el Plan de Iguala cuya ideología original era tener un país independiente bajo el régimen monárquico constitucional, fue coronado como el primer emperador de México Agustín I.
Durante la revolución mexicana en las primeras décadas del siglo XX, el transfuguismo se convirtió en una actividad cotidiana de las tropas y de algunos de sus dirigentes. Terminado el conflicto armado en 1928 se creó el Partido Nacional Revolucionario cuna del Partido Revolucionario Institucional (PRI) que mantuvo la hegemonía del poder durante 70 años. Esta situación obligaba a que todos aquellos que quisieran participar en política, sólo lo podrían hacer perteneciendo a dicha institución acatando los designios de sus dirigentes.
Ante la discrepancia de intereses la «familia revolucionaria» comenzó a resquebrajarse en la década de 1980, y varios de sus principales militantes decidieron salirse para fundar otros partidos políticos, en especial el Partido de la Revolución Democrática (PRD), cuyos principales fundadores emergieron de las filas del PRI, tal es el caso de Cuauhtémoc Cárdenas Solórzano, Porfirio Muñoz Ledo, Ifigenia Martínez y muchos otros que siguieron sus pasos para concertar una nueva fuerza política coaligada con otros miembros históricos de la izquierda mexicana. Desde la fundación del PRD en 1989, sus filas se han visto incrementadas en gran medida por exmiembros del PRI.
En México se refiere más el término transfuguismo al simple hecho de cambiar de filiación partidista (cambio de ideología o agrupación). Esta práctica en general se acentúa en los individuos que buscan de manera personal conseguir un escaño, y ante la imposibilidad de ser candidatos por el partido al que se encuentran afiliados, buscan mejores oportunidades, los hechos generalmente suceden poco antes de las elecciones populares, algunos individuos han pertenecido incluso a más de dos partidos políticos. Tales son los casos de Demetrio Sodi de la Tijera que ha pertenecido al Partido Revolucionario Institucional (PRI), al Partido Acción Nacional (PAN) y al Partido de la Revolución Democrática (PRD); Manuel Camacho Solís que ha pertenecido al PRI; Partido del Centro Democrático (PCD) y al PRD; Juan Ignacio García Zalvidea que ha pertenecido al PAN, Partido Verde Ecologista de México, y al PRD.
Suele suceder, pero en menor medida, que una vez que el político que ha obtenido el puesto por elección popular, discrepe con la dirigencia de su partido y renuncie a su filiación considerándose independiente, desde luego refrendándose fiel a sus votantes de manera pública a manera de justificación. En 2002 durante la LIV Legislatura del estado de México, 13 diputados electos del Partido Acción Nacional, renunciaron a su filiación, declarándose independientes.

### Perú
El transfuguismo en Perú ganó notoriedad en el año 2000, cuando congresistas cambiaron de un partido político a otro mientras realizaban sus sesiones ordinarias. El caso más destacado de aquella época fue la incorporación de exmilitantes de movimientos regionales al fujimorismo. Se ha pretendido erradicar estableciendo una sanción que consiste en la «vacancia automática para quien deja de pertenecer al partido que lo llevó al Congreso o a un Consejo Regional o Municipal», el dictamen de esta iniciativa de ley fue aprobado en la Comisión de Constitución en mayo de 2005, pero a pesar de que el 21 de junio del mismo año entró a la agenda del pleno nunca fue sometido a debate.
En junio de 2006 Carlos Torres Caro renunció a Unión por el Perú, debido a que Ollanta Humala extremó su posición contra Alan García, convenció a otros parlamentarios a seguirlo y fundó el Partido Demócrata Peruano. La propuesta de ley volvió a discutirse, sin embargo, no puede ser retroactiva. Hasta octubre de 2008 el Congreso de la República del Perú no ha emitido ley que se pronuncie en contra del transfuguismo.
La necesidad de encontrar una solución al problema de los tránsfugas en el congreso no pasa por una medida de carácter legislativo, dado que en escrito no es una práctica de naturaleza ilegal, sino más bien una falta de carácter ético, más acorde con la lealtad que debe guardarse hacia el partido político y su ideario. A pesar de ello, generó un impacto negativo en los electores por debilitar el sistema institucionalidad del país.
Posteriormente, en el año 2016, fue aprobada una ley referente a la contención del transfugismo en el Congreso. Sin embargo, en el año 2017, fue declarada inconstitucional por el Tribunal debido a la incompatibilidad con la prohibición de la adición del grupo parlamentario.

### Reino Unido
En 1997, en Reino Unido, donde la traducción idónea para tránsfuga es turncoat, Shaun Woodward fue elegido por el Partido Conservador, a cuyos miembros se les denomina por tradición tories, en diciembre de 1999, por medio de comunicaciones electrónicas con la dirigencia de su partido (telefonía satélital, fax), y bajo un escándalo mediático, cambió sus filas al Partido Laborista. En 2007 Woodward fue nombrado Secretario de Estado de Irlanda del Norte.

### República Dominicana
El 24 de agosto de 2008, el presidente del Partido Revolucionario Dominicano, Ramón Alburquerque informó a los medios de comunicación, que su partido político trabaja en la redacción de una Ley de Transparencia Plena, la cual consiste en buscar la igualdad a los actores políticos, otorgando los cargos de elección a los partidos y no a las personas, de tal 
forma el compromiso entre el electorado y las entidades políticas se vería reforzado, pues el tránsfuga perdería su escaño.

### Uruguay
En octubre del año 2016, el diputado Gonzalo Mujica, electo por el partido gobernante Frente Amplio, declaró que ya no coordinaría con esa bancada de legisladores y que a partir de ese momento se declaraba independiente. Esto implicó la pérdida efectiva de la ajustada mayoría parlamentaria que el grupo político tenía en esa cámara legislativa.